# Anisostena fasciata
Anisostena fasciata es una especie de insecto coleóptero de la familia Chrysomelidae. Fue descrita científicamente por primera vez en 1930 por Maulik.